# 猬莓
猬莓（学名：Rubus echinoides）是蔷薇科悬钩子属的植物，僅分布在中国大陆中南部，生长于海拔1,000米至1,500米的地区，多生在山谷、山坡和灌丛中。